# Tytthoscincus
Tytthoscincus is een geslacht van hagedissen uit de familie skinken (Scincidae).

## Naam en indeling
De groep werd voor het eerst wetenschappelijk beschreven door Charles W. Linkem, Arvin Cantor Diesmos en Rafe Marion Brown in 2012. Er zijn tegenwoordig 23 soorten, lange tijd is het soortenaantal veel lager geweest. Veel soorten zijn pas recentelijk wetenschappelijk beschreven. Drie soorten zijn pas sinds 2016 bekend, vier soorten sinds 2017 en twee van de skinken zijn pas in 2018 voor het eerst wetenschappelijk beschreven.
Een aantal soorten behoorde lange tijd tot het geslacht bosskinken (Sphenomorphus) maar zijn later aan het geslacht Tytthoscincus toegekend. Hierdoor worden de verouderde wetenschappelijke namen in de literatuur nog veel gebruikt.

## Verspreiding en habitat
Alle soorten komen voor in delen van Azië en leven in de landen Filipijnen, Indonesië, Maleisië,Singapore en Thailand. De habitat bestaat uit subtropische en tropische bossen.
Door de internationale natuurbeschermingsorganisatie IUCN is aan elf soorten een beschermingsstatus toegewezen. Vier soorten worden beschouwd als 'veilig' (Least Concern of LC) en vier als 'onzeker' (Data Deficient of DD). Twee soorten worden gezien als 'gevoelig' (Near Threatened of NT) en de soort Tytthoscincus biparietalis staat te boek als 'bedreigd' (Endangered of EN).

## Soorten
Het geslacht omvat de volgende soorten, met de auteur en het verspreidingsgebied.
| Naam                           | Auteur                                                                     | Verspreidingsgebied |
| ------------------------------ | -------------------------------------------------------------------------- | ------------------- |
| Tytthoscincus aesculeticola    | Inger, Lian, Lakim & Yambun, 2001                                          | Maleisië            |
| Tytthoscincus atrigularis      | Stejneger, 1908                                                            | Filipijnen          |
| Tytthoscincus batupanggah      | Karin, Das & Bauer, 2016                                                   | Maleisië            |
| Tytthoscincus biparietalis     | Taylor, 1918                                                               | Filipijnen          |
| Tytthoscincus bukitensis       | Grismer, 2007                                                              | Maleisië            |
| Tytthoscincus butleri          | Boulenger, 1912                                                            | Maleisië, Thailand  |
| Tytthoscincus hallieri         | Lidth de Jeude, 1905                                                       | Indonesië, Maleisië |
| Tytthoscincus ishaki           | Grismer, 2006                                                              | Maleisië            |
| Tytthoscincus jaripendek       | Grismer, Wood, Quah, Anuar, Ngadi, Mohd-Izam & Ahmad, 2017                 | Maleisië            |
| Tytthoscincus kakikecil        | Grismer, Wood, Quah, Anuar, Ngadi, Mohd-Izam & Ahmad, 2017                 | Maleisië            |
| Tytthoscincus keciktuek        | Grismer, Wood jr, Ahmad, Baizul-Hafsyam, Afiq-Shuhaimi, Rizal & Quah, 2018 | Maleisië            |
| Tytthoscincus langkawiensis    | Grismer, 2008                                                              | Maleisië            |
| Tytthoscincus leproauricularis | Karin, Das & Bauer, 2016                                                   | Maleisië            |
| Tytthoscincus martae           | Grismer, Wood, Quah, Anuar, Ngadi, Mohd-Izam & Ahmad, 2017                 | Maleisië            |
| Tytthoscincus monticolus       | Grismer, Wood jr, Ahmad, Baizul-Hafsyam, Afiq-Shuhaimi, Rizal & Quah, 2018 | Maleisië            |
| Tytthoscincus panchorensis     | Grismer, Muin, Wood, Anuar & Linkem, 2016                                  | Maleisië            |
| Tytthoscincus parvus           | Boulenger, 1897                                                            | Indonesië           |
| Tytthoscincus perhentianensis  | Grismer, Wood & Grismer, 2009                                              | Maleisië            |
| Tytthoscincus sibuensis        | Grismer, 2006                                                              | Maleisië            |
| Tytthoscincus temasekensis     | Grismer, Wood jr, Lim & Liang, 2017                                        | Maleisië, Singapore |
| Tytthoscincus temengorensis    | Grismer, Ahmad & Onn, 2009                                                 | Maleisië            |
| Tytthoscincus temmincki        | Duméril & Bibron, 1839                                                     | Indonesië           |
| Tytthoscincus textus           | Müller, 1894                                                               | Indonesië           |